# Herb Wilanowa

Herb Wilanowa

Herb Wilanowa – modyfikacja herbu Janina, którym pieczętowali się Sobiescy. Autorem współczesnej stylizacji jest Zbigniew Nowosadzki. 
Rada Gminy Warszawa Wilanów dnia 22 sierpnia 1994 r. zaakceptowała jego projekt i stał się on oficjalnym herbem Wilanowa – dzielnicy Warszawy.

## Opis herbu
Na stylizowanej tarczy zwieńczonej koroną zamkniętą w polu czerwonym tarcza amarantowa. U góry na tarczy napis „WILANÓW”.